# Stark Raving Mad
Stark Raving Mad est une sitcom américaine en 22 épisodes de 23 minutes, créée par Steven Levitan et diffusée entre le 23 septembre 1999 et le 13 juillet 2000 sur le réseau NBC. En France, la série a été diffusée du 13 mars 2000 au 4 décembre 2000 sur Série Club. Le rôle principal de la série est assuré par Tony Shalhoub, qui interprète un excentrique écrivain de romans d'horreur nommé Ian Stark, adorant faire des blagues cyniques à tout bout de champ. Neil Patrick Harris, quant à lui, est Henry McNeeley, l'éditeur peu enthousiaste de Stark, qui possède de nombreuses phobies et quelques troubles obsessionnels compulsifs.
Le 10 janvier 2000, la sitcom remporte un People's Choice Award en tant que Meilleure nouvelle série comique, mais malgré cela, Stark Raving Mad est officiellement annulé sur NBC le 13 juillet 2000.
Dans certains pays, la série fut renommée Stark, loco de atar (Espagne), Männer ohne Nerven (Allemagne), Splitter Pine Gal (Norvège) ou encore Kreisi kynäniekka (Finlande).

## Distribution

### Personnages principaux
- Tony Shalhoub (VF : Michel Papineschi) : Ian Stark
- Neil Patrick Harris (VF : Guillaume Orsat) : Henry McNeeley
- Eddie McClintock (VF : Jean-François Vlérick) : Jake Donovan
- Heather Paige Kent (VF : Juliette Degenne) : Margaret « Maddie » Keller
- Dorie Barton (VF : Véronique Picciotto) : Tess Farraday

### Personnages récurrents
- Harriet Sansom Harris (VF : Marie-Martine) : Audrey Radford
- Chris Sarandon : Cesar
- Dina Spybey (VF : Patricia Legrand) : Katherine « Kit » Yates

## Liste des épisodes
1. Pilot
2. The Man Who Knew Too Much
3. Sometimes a Fritter Is Just a Fritter
4. Four Colds and a Funeral
5. The Lyin' King
6. Fish Out of Water
7. Engaged to Be Engaged
8. The Stalker
9. The Dance
10. Coffin to Go
11. Christmas Cheerleader
12. The Crush
13. My Bodyguard
14. The Hypnotist
15. Therapy
16. Secrets & Lies
17. The Grade
18. The Pigeon
19. He's Gotta Have It
20. Dog Gone
21. The Psychic
22. The Big Finish